# Kifri (distrikt)
Qaḑā' Kifrī är ett distrikt i Irak.   Det ligger i provinsen Sulaymaniyya, i den centrala delen av landet, 140 km norr om huvudstaden Bagdad.